# 金统
金统（881年1月16日—884年六月）是唐朝末年农民起义首领黄巢所用的年号，共计5年。

## 纪年
| 金统 | 元年         | 二年  | 三年  | 四年  | 五年  |
| ---- | ------------ | ----- | ----- | ----- | ----- |
| 公元 | 881年1月—2月 | 881年 | 882年 | 883年 | 884年 |
| 干支 | 庚子         | 辛丑  | 壬寅  | 癸卯  | 甲辰  |

## 參见
- 中国年号索引
- 同期存在的其他政权年号
  - 廣明（880年正月至881年七月）：唐僖宗的年号
  - 中和（881年七月至885年三月）：唐僖宗的年号
  - 元慶（877年四月十六日至885年二月二十一日）：平安時代陽成天皇、光孝天皇之年號
  - 建極（860年起）：南詔領袖世隆之年號
  - 貞明（878年起）：南詔領袖隆舜之年號
  - 大同（至888年）：南詔領袖隆舜之年號
  - 承智：南詔領袖隆舜之年號